# Andrian Nikolayev
Andrian Grigoriévich Nikolayev (em russo:  Андриян Григорьевич Николаев) (Shorshely, 5 de setembro de 1929 — Cheboksary, 3 de julho de 2004) foi um cosmonauta da União Soviética que subiu ao espaço em 11 de agosto de 1962 a bordo na nave Vostok III, o terceiro soviético no espaço, e em 1 de junho de 1970 na missão Soyuz 9, tornando-se recordista de permanência em órbita com duas missões, até então.
Ficou conhecido como "Homem de Ferro" nos meios aeronáuticos russos, por ter conseguido ficar quatro dias isolado e em silêncio, sem conhecimento do tempo em que ali ficava, dentro de uma câmara de isolamento, usada naqueles dias para testar a capacidade dos astronautas para aguentarem a solidão do espaço durante suas missões.
Ele casou-se em novembro de 1963 com Valentina Tereshkova - a primeira mulher a ir ao espaço - e tiveram uma filha, Elena Andrionova, antes de se divorciarem, em 1982, ano em que Andrian também deixou o corpo de cosmonautas soviéticos.
Andrian Nikolaiev recebeu as principais condecorações da extinta União Soviética, entre elas a Ordem de Lenin e o título oficial de Herói da União Soviética, por duas vezes. Também é um dos poucos agraciados com a Medalha de Ouro Yuri Gagarin, concedida pela Federação Aeronáutica Internacional.
Faleceu de ataque cardíaco aos 74 anos em Cheboksary, na Rússia, e foi enterrado na sua vila natal de Shorshely, apesar das pressões da filha, que desejava vê-lo enterrado na Cidade das Estrelas. Uma cratera lunar foi batizada como Nikolayev em homenagem a ele.

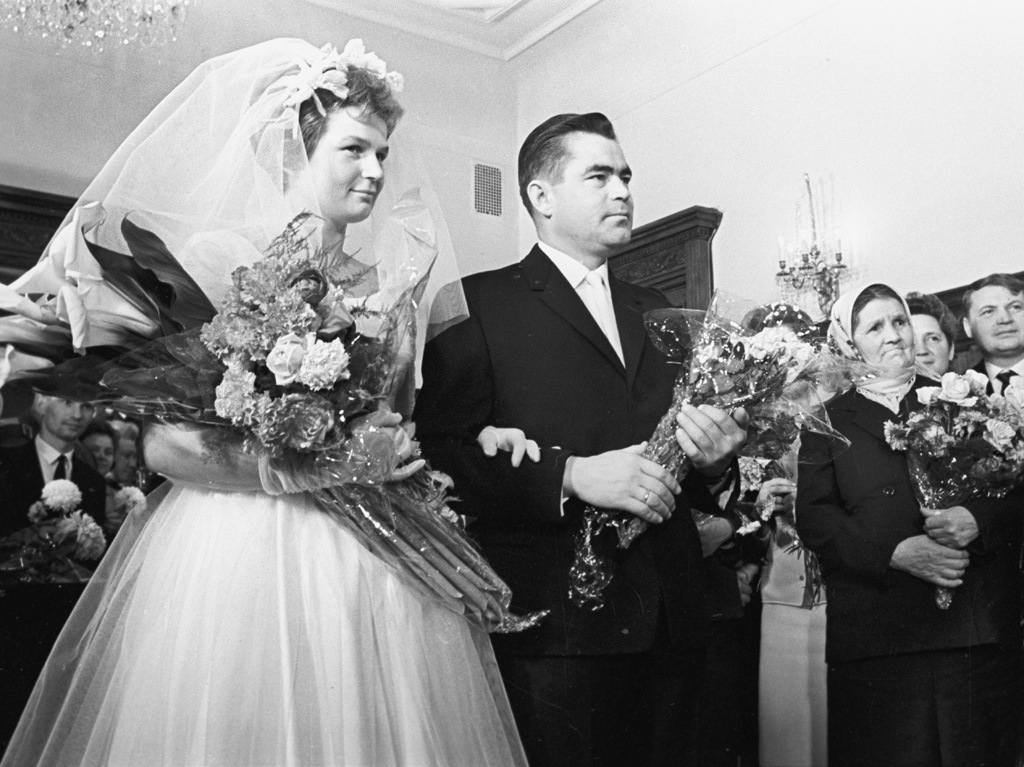
Casamento de Tereshkova e Nikolayev em 1963
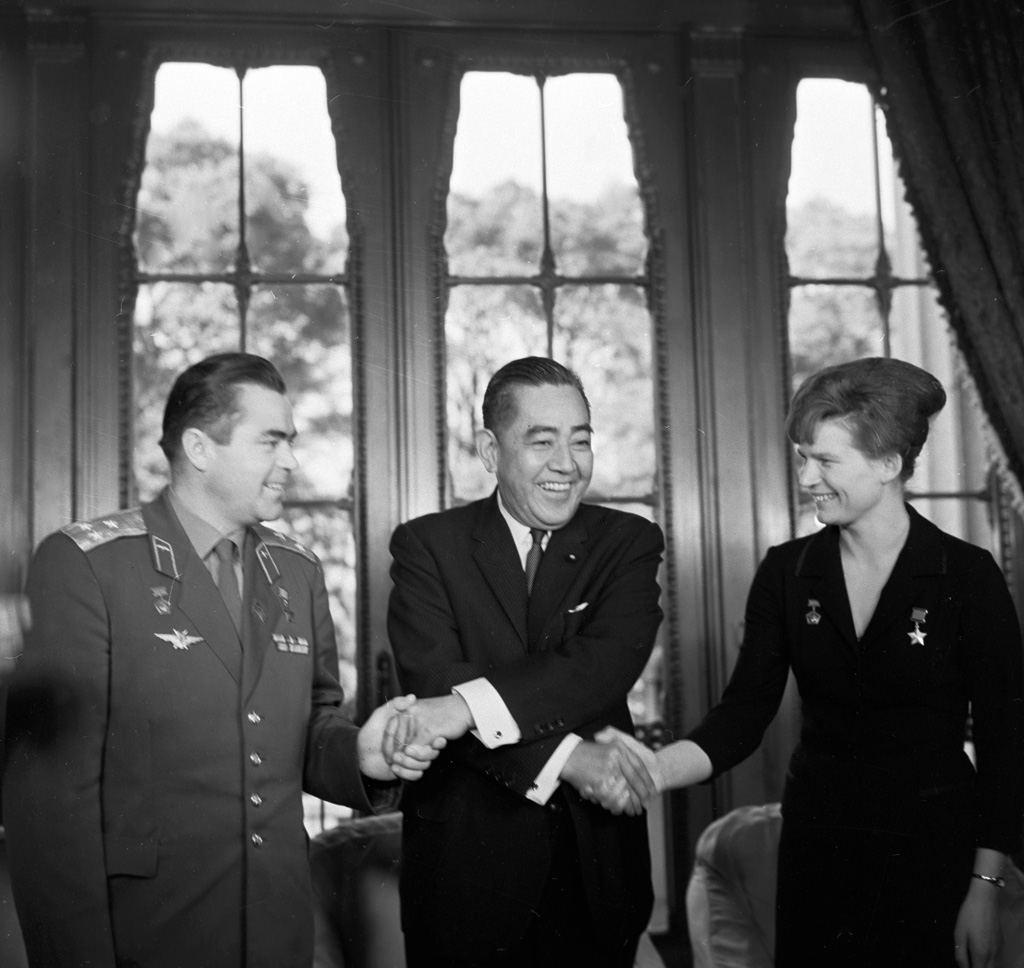
Tereshkova e Nikolayev com o primeiro-ministro japonês Eisaku Satō em 1965
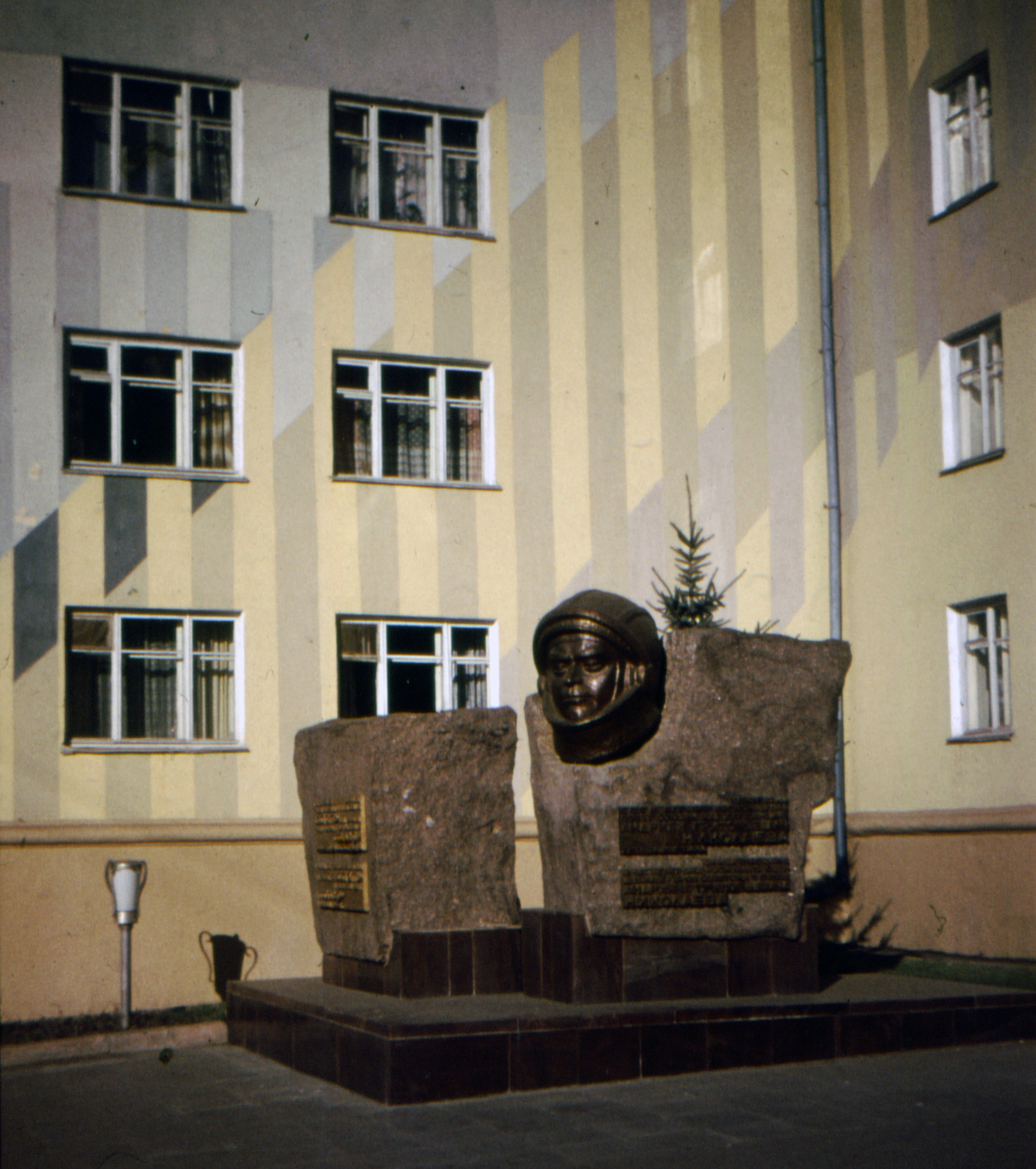
Monumento a Andriyan Nikolayev em Cheboksary
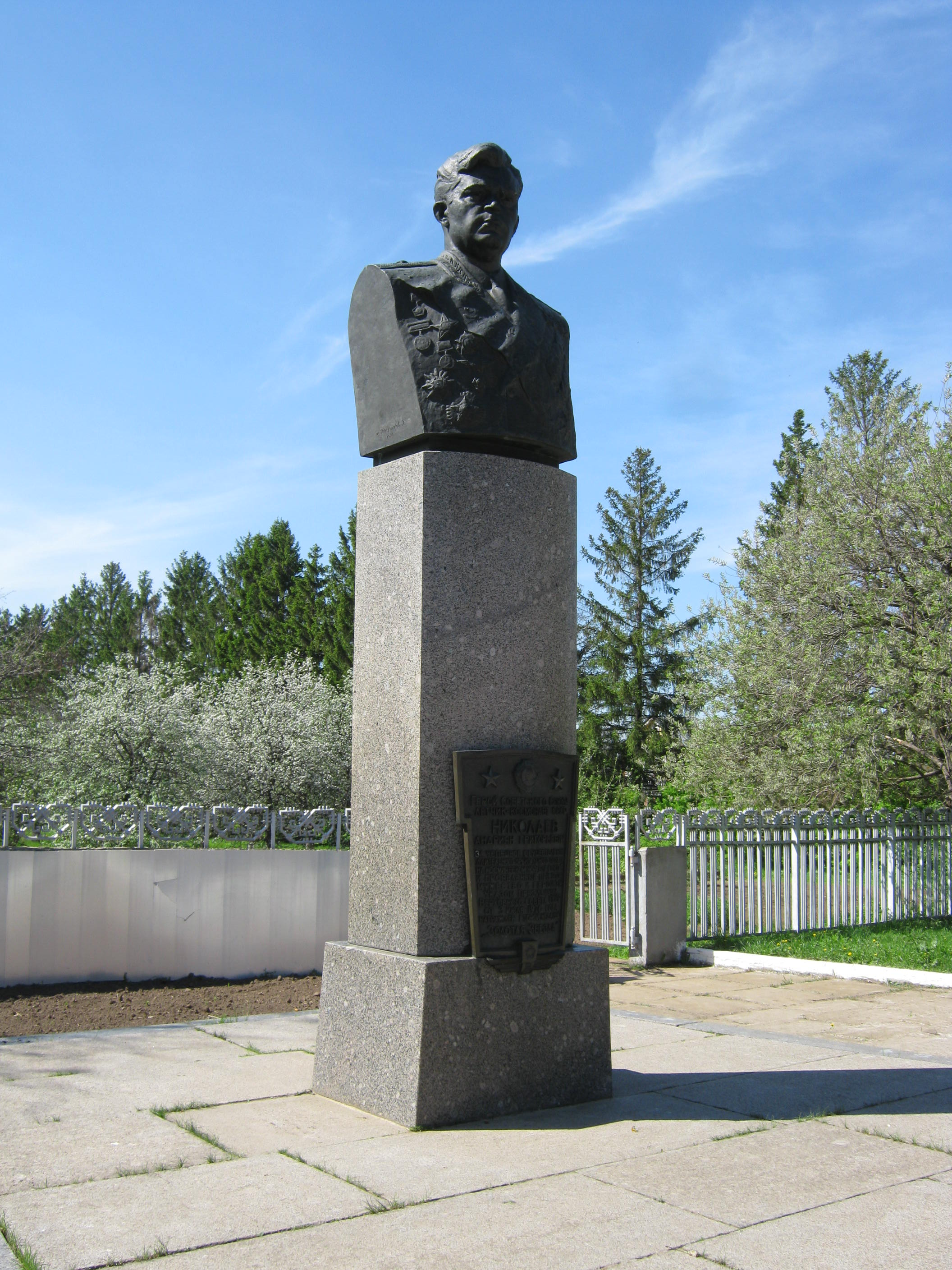
Monumento a Nikolayev em Shorshely